# Meoneura helvetica
Meoneura helvetica är en tvåvingeart som beskrevs av Papp 1997. Meoneura helvetica ingår i släktet Meoneura och familjen kadaverflugor.
Artens utbredningsområde är Schweiz. Inga underarter finns listade i Catalogue of Life.